# 大庭王
大庭王（おおにわおう/おおばおう、生年不詳 - 弘仁9年9月26日（818年10月29日））は、奈良時代から平安時代初期にかけての皇族。官位は従四位上・刑部卿。

## 経歴
桓武朝の延暦6年（787年）三世王の蔭位により無位から従五位下に直叙される。その後しばらく散位であったが、延暦8年（789年）皇太后・高野新笠の、延暦9年（790年）には皇后・藤原乙牟漏の崩御に伴って、それぞれ山作司を務めている。
延暦10年（791年）侍従に任ぜられると、少なくとも嵯峨朝初頭までこれを務める傍ら、左大舎人頭・中務大輔・内匠頭などを兼ね、延暦23年（804年）までに従四位下に至る。
平城朝での活動記録は残っていないが、嵯峨朝に入ると弘仁元年（810年）9月の薬子の変後に再び大舎人頭を兼帯し、11月には従四位上に昇叙されている。弘仁3年（812年）刑部卿に任ぜられた。
弘仁9年（818年）9月26日卒去。最終官位は刑部卿従四位上。

## 官歴
『六国史』による。
- 延暦6年（787年） 正月7日：従五位下（直叙）
- 延暦8年（789年） 12月29日：山作司（皇太后・高野新笠崩御）
- 延暦9年（790年） 閏3月11日：山作司（皇后・藤原乙牟漏崩御）
- 延暦10年（791年） 正月28日：侍従
- 時期不詳：兼讃岐守
- 延暦16年（797年） 2月15日：兼左大舎人頭
- 時期不詳：正五位下
- 延暦18年（799年） 6月16日：中務大輔
- 時期不詳：従四位下
- 延暦23年（804年） 2月18日：内匠頭
- 延暦25年（806年） 正月28日：兼上野守
- 大同5年（810年） 9月17日：兼大舎人頭。11月22日：従四位上
- 弘仁3年（812年） 8月1日：刑部卿
- 弘仁9年（818年） 9月26日：卒去（刑部卿従四位上）

## 系譜
系譜は明らかでないが、娘が左大臣・藤原冬嗣の室となっている。